# Bolesław Woytowicz
Bolesław Woytowicz (né le 5 décembre 1899 à Dounaïvtsi – mort le 11 juin 1980 à Katowice) est un pianiste et compositeur polonais, élève de Witold Maliszewski.

## Biographie
En 1924, il a été nommé professeur de musique pour le piano et la théorie au Conservatoire de Varsovie, où il avait été formé auprès de Aleksander Michałowski et Witold Maliszewski. Pendant les 15 années suivantes, il a combiné son travail pédagogique avec une carrière de concertiste à travers l'Europe et les États-Unis, tout en poursuivant ses études de composition avec Nadia Boulanger. Une fois que la Pologne a été libérée de l'occupation allemande, Woytowicz a repris son travail d'enseignement à l'École d'État supérieure de musique de Katowice, où il a pris sa retraite en 1975.
- Bolesław Woytowicz

## Œuvres
Son œuvre comprend trois symphonies :
- Symphonie nº 1 - 20 Variations de forme symphonique (1938)
- Symphonie nº 2 "Warszawska" (1945)
- Symphonie nº 3 - Sinfonia concertante pour piano et orchestre (1963)

... ainsi que plusieurs œuvres symphoniques, chorales et vocales. Dans la période d'après-guerre, Woytowicz alternativement travaillé sur des œuvres de grande envergure et de la musique de chambre comme son 2e quatuor à cordes et sa sonate pour flûte. Dans les années 1960, en commençant par sa première série d'études pour piano et la 3e symphonie, le piano a retrouvé un rôle de premier plan dans sa musique.